# Anastasija Wieramiejenka
Anastasija Uładzimirauna Wieramiejenka (biał. Анастасія Уладзіміраўна Верамеенка; ur. 10 lipca 1987 w Kohtla-Järve) – białoruska koszykarka występująca na pozycjach silnej skrzydłowej oraz środkowej, obecnie zawodniczka Nadieżdy Orenburg.
Jej starszy brat – Uładzimir jest także profesjonalnym koszykarzem.
6 stycznia 2020 została po raz kolejny w karierze zawodniczka rosyjskiej Nadieżdy Orenburg.

## Osiągnięcia
Stan na 6 stycznia 2020, na podstawie, o ile nie zaznaczono inaczej.

### Drużynowe
- Mistrzyni Turcji (2013, 2016, 2018, 2019)[5]
- Wicemistrzyni:
  - Euroligi (2013, 2014, 2017)
  - Eurocup (2010)
  - Turcji (2014, 2017)
  - Białorusi (2015)[6]
- Brąz:
  - Euroligi (2016)
  - mistrzostw Rosji (2010, 2011, 2012)
- Zdobywczyni pucharu:
  - Turcji (2016, 2019)
  - Prezydenta Turcji (2012, 2013, 2015)[5]
- Finalistka pucharu:
  - Turcji (2013, 2014)
  - Prezydenta Turcji (2016)
- 3. miejsce w pucharze Rosji (2010)[7]

### Indywidualne
- Defensywna Zawodniczka Roku ligi rosyjskiej (2012 według eurobasket.com)[8]
- Uczestniczka meczu gwiazd FIBA (2009)
- Zaliczona przez eurobasket.com do:
  - II składu ligi rosyjskiej (2010, 2011, 2012)[7][8][9]
  - składu Honorable Mention ligi:
  - rosyjskiej (2009)[10]
  - tureckiej (2013)[5]
- Liderka:
  - ligi rosyjskiej w skuteczności rzutów z gry (2007)
  - w blokach:
    - Euroligi (2009, 2011, 2013, 2016)
    - Eurocup (2007, 2008, 2010)
    - ligi:
      - tureckiej (2013)[5]
      - rosyjskiej (2007–2012)

  - ligi rosyjskiej w zbiórkach (2009)

### Reprezentacja
- Mistrzyni Europy:
  - U–20 dywizji B (2006)
  - U–18 dywizji B (2005)
- Wicemistrzyni Europy U–16 (2003)
- Brązowa medalistka mistrzostw Europy (2007)
- Uczestniczka:
  - igrzysk olimpijskich (2008 – 6. miejsce, 2016 – 9. miejsce)
  - mistrzostw świata (2010)
  - mistrzostw Europy:
    - 2007, 2009 – 4. miejsce, 2011 – 11. miejsce, 2013 – 5. miejsce, 2015 – 4. miejsce
    - U–18 (2004, 2005)
- Liderka:
  - mistrzostw świata w skuteczności rzutów z gry (2010 – 57,6%)[11]
  - igrzysk olimpijskich w blokach (2008)
  - Eurobasketu:
    - w blokach (2009, 2013)
    - U–16 w punktach (2003)
- MVP mistrzostw Europy U–16 (2003)